# Ger Hut
Geert Hendrik (Ger) Hut (Veendam, 14 april 1940 - aldaar, 20 maart 2001) was een Nederlands politicus van de PvdA.
Hij begon zijn ambtelijke loopbaan bij de gemeentesecretarie van Wildervank en via Nieuwolda en Borger kwam hij te werken bij de gemeente Ophemert. In 1969 werd hij de gemeentesecretaris van Ophemert en Varik. Het jaar erop aanvaardde hij diezelfde functie in Uithuizen, dat in 1979 opging in de gemeente Hefshuizen, waarvan hij eveneens de gemeentesecretaris werd. In januari 1980 werd Hut benoemd tot burgemeester van Meeden en na het samengaan in 1990 met Muntendam en Oosterbroek werd hij de burgemeester van de fusiegemeente Menterwolde (aanvankelijk genaamd gemeente Oosterbroek). Na twee hartinfarcten ging hij in september 1996 met veertig dienstjaren vervroegd met pensioen. Begin 2001 overleed Hut op 60-jarige leeftijd aan kanker.